# Waarschoot
Waarschoot é um município situado na província flamenga de Flandres Oriental, na Bélgica. O município é constituído apenas pela vila homónima. Em 1 de Janeiro de 2006, o município de Waarschoot tinha uma população de 7.805 habitantes, uma área total de 21,91 km²correspondendo a uma densidade populacional de 356 habitantes por km².

## Vilas vizinhas
O município de Waarschoot confina com as seguintes vilas:
- a. Eeklo
- b. Lembeke (Kaprijke)
- c. Sleidinge (Evergem)
- d. Lovendegem
- e. Zomergem
- f. Oostwinkel (Zomergem)

## Mapa
I:Waarschoot  II:Beke

## Evolução demográfica
- Fonte:NIS